# Margaret Truman
Mary Margaret Truman Daniel (Independence, 17 febbraio 1924 – Chicago, 29 gennaio 2008) è stata un soprano, scrittrice e socialite statunitense.
Figlia del presidente degli Stati Uniti d'America Harry S. Truman e della first lady Bess Truman, ha avuto una carriera da cantante, da giornalista e ha scritto 23 romanzi gialli, oltre alle biografie dei suoi genitori. Da uno dei suoi libri è stato tratto il film Murder at 1600 - Delitto alla Casa Bianca.